# Luigi Antonio Cantafora
Luigi Antonio Cantafora (Scandale, 10 aprile 1943 – Crotone, 19 luglio 2025) è stato un vescovo cattolico italiano.

## Biografia
Nacque nel palazzo Gigliotti, in via Principe Umberto, a Scandale, in provincia di Crotone ed arcidiocesi di Crotone-Santa Severina, il 10 aprile 1943. I suoi genitori, originari di Crotone, si trovavano di passaggio nel piccolo centro collinare, ma il suo legame con Scandale rimase sempre acceso, tanto da ritornare, dopo la sua ordinazione episcopale, a ringraziare tutti gli abitanti per la calorosa vicinanza in quel momento di festa.

### Formazione e ministero sacerdotale
Indirizzato sin da piccolo agli studi, si iscrisse al seminario minore di Crotone, per poi concludere gli studi filosofici-teologici presso il Pontificio Seminario Regionale "San Pio X" di Catanzaro.
Il 19 luglio 1969 fu ordinato presbitero da Pietro Raimondi, vescovo di Crotone.
Nei primi anni dopo l'ordinazione ricoprì vari incarichi, quali cancelliere della Curia (1970-1973), parroco della parrocchia delle Sante Veneranda e Anastasia nel centro di Crotone e rettore della chiesa di San Giuseppe in Crotone (1970-1975), segretario della commissione catechetica diocesana (1972), vicario episcopale per la pastorale (1974), parroco di San Domenico in Crotone (1975); in questa comunità istituì una comunità neocatecumenale, direttore dell'ufficio liturgico diocesano (1978-2000), incaricato diocesano F.I.E.S. e responsabile dei ministeri dei chierici (1987-1989), canonico onorario della cattedrale di Crotone (1989), membro della commissione mariana diocesana (1990), vice-direttore spirituale diocesano gruppi di preghiera "Padre Pio" (1992), membro del collegio dei consultori (1994-1999), vice-direttore dell'ufficio liturgico diocesano (dal 2000), amministratore parrocchiale della Beata Vergine Maria del Carmelo in Crotone (dal 2001).
Inoltre insegnò liturgia presso la scuola di teologia per laici; fu animatore nel seminario diocesano di Crotone, assistente AGESCI e dell'Azione Cattolica, coordinatore del comitato diocesano per il Giubileo del 2000, membro del centro diocesano vocazioni e vicario foraneo della I zona della città di Crotone. Dal 1994 fu membro del consiglio presbiterale e della commissione diocesana per l'arte sacra. Il 9 giugno 1994 ricevette il titolo di cappellano di Sua Santità.
Memorabile nella sua missione sacerdotale fu la fondazione nella frazione Corazzo nel comune di Scandale, di un eremo dedicato alla Santa Croce. L'eremo, situato in località Turrutio, fu progettato e realizzato per essere luogo di incontro, di preghiera e contemplazione: al suo interno vi sorgono una cappella in cui si celebra la santa Messa e diverse sale di preghiera, dove si svolgono riunioni religiose e incontri di meditazioni tra le varie comunità parrocchiali dei paesi circostanti. L'eremo è custodito dalle suore della congregazione delle Figlie di Maria Ausiliatrice.

### Ministero episcopale
Il 24 gennaio 2004 papa Giovanni Paolo II lo nominò vescovo di Lamezia Terme; succedette a Vincenzo Rimedio, dimessosi per raggiunti limiti di età. Il 25 marzo successivo ricevette l'ordinazione episcopale, nella cattedrale di Crotone, dall'arcivescovo Paolo Romeo, nunzio apostolico in Italia, co-consacranti l'arcivescovo di Crotone-Santa Severina Andrea Mugione e il vescovo Vincenzo Rimedio, suo predecessore. Il 4 aprile prese possesso della diocesi.

Il 16 gennaio 2010 un articolo di Radio Vaticana riportò che il vescovo ha ricevuto minacce di morte:
(Radio Vaticana, 16 gennaio 2010)
Nella sessione del 28-30 marzo 2011 del consiglio episcopale permanente della CEI ricevette la nomina a membro della commissione episcopale per il servizio della carità e la salute.
Il 9 ottobre 2011 accolse papa Benedetto XVI in visita pastorale alla diocesi di Lamezia Terme.
Il 25 marzo 2018 presiedette la celebrazione eucaristica per l'inaugurazione del monastero di Maria Santissima delle Grazie e della Misericordia a Conflenti con l'entrata delle Suore brasiliane.
Il 25 marzo 2019 partecipò alla dedicazione della chiesa di San Benedetto a Lamezia Terme, da lui fortemente voluta: la celebrazione fu presieduta dal cardinale Pietro Parolin, segretario di Stato, alla presenza di numerosi vescovi.
Il 3 maggio 2019 papa Francesco accolse la sua rinuncia, presentata per raggiunti limiti di età, al governo pastorale della diocesi di Lamezia Terme; gli succede Giuseppe Schillaci, fino ad allora rettore del seminario arcivescovile di Catania. Rimase amministratore apostolico della diocesi fino all'ingresso del successore, avvenuto il 6 luglio seguente.
Morì nella sua casa di Crotone il 19 luglio 2025, all'età di 82 anni, nello stesso giorno in cui era stato ordinato presbitero. Le esequie furono celebrate il giorno successivo dall'arcivescovo Alberto Torriani nella piazza antistante alla cattedrale di Santa Maria Assunta a Crotone.

## Genealogia episcopale
La genealogia episcopale è:
- Cardinale Scipione Rebiba
- Cardinale Giulio Antonio Santori
- Cardinale Girolamo Bernerio, O.P.
- Arcivescovo Galeazzo Sanvitale
- Cardinale Ludovico Ludovisi
- Cardinale Luigi Caetani
- Cardinale Ulderico Carpegna
- Cardinale Paluzzo Paluzzi Altieri degli Albertoni
- Papa Benedetto XIII
- Papa Benedetto XIV
- Papa Clemente XIII
- Cardinale Enrico Benedetto Stuart
- Papa Leone XII
- Cardinale Chiarissimo Falconieri Mellini
- Cardinale Camillo Di Pietro
- Cardinale Mieczysław Halka Ledóchowski
- Cardinale Jan Maurycy Paweł Puzyna de Kosielsko
- Arcivescovo Józef Bilczewski
- Arcivescovo Bolesław Twardowski
- Arcivescovo Eugeniusz Baziak
- Papa Giovanni Paolo II
- Cardinale Paolo Romeo
- Vescovo Luigi Antonio Cantafora